# Brice Martinet
Brice Martinet (Chambray-lès-Tours, 9 agosto 1981) è un modello, personaggio televisivo e attore francese.

## Biografia
Ha sfilato per stilisti come Calvin Klein, Jean-Paul Gaultier, John Galliano, Adidas, Reebok e si è fatto notare per uno spot in cui appare totalmente senza veli. Ha recitato un ruolo al cinema nella commedia, uscita nel 2013, Universitari - Molto più che amici diretta da Federico Moccia, il quale gli ha affidato il personaggio dello studente iraniano Faraz.
Nel 2012 diventa uno dei concorrenti di Koh Lanta, versione francese di Survivor in onda su TF1, dove si è classificato secondo. Nell'inverno 2015 partecipa alla decima edizione del reality show di Canale 5 L'isola dei famosi perché, insieme a Cecilia Rodríguez (sorella minore di Belén Rodríguez), ha accettato di diventare un concorrente della Playa Desnuda. Nella finale del 23 marzo 2015 si è classificato secondo dietro le gemelle Provvedi con il 32% dei voti: in seguito, grazie alla popolarità così ottenuta, partecipa come opinionista in vari programmi delle reti Mediaset tra cui Verissimo.

## Vita privata
Brice Martinet è sposato con rito civile dal 2010 con l'italiana Elena Falbo, una fotografa da lui conosciuta nel 2005 in Polinesia francese: la coppia si è sposata, attirando l'attenzione dei mass media italiani, in seconde nozze con rito religioso il 9 maggio 2015 a Cerveteri, quindi il 6 dicembre 2020 è nata a Roma la loro prima figlia, a cui hanno dato il nome Téana.